# Lamonzie-Montastruc
Lamonzie-Montastruc (okzitanisch: La Mongià et Mont Astruc) ist eine Gemeinde mit 692 Einwohnern (Stand: 1. Januar 2022) im Département Dordogne im Südwesten Frankreichs in der Region Nouvelle-Aquitaine. Lamonzie-Montastruc gehört zum Arrondissement Bergerac und zum Kanton Bergerac-2.

## Geographie
Lamonzie-Montastruc liegt im Süden des Départements Dordogne im Périgord am Fluss Louyre, der hier in den Caudeau mündet. Umgeben wird Lamonzie-Montastruc von den Nachbargemeinden Saint-Georges-de-Montclard im Norden und Nordosten, Liorac-sur-Louyre im Osten, Mouleydier im Süden und Südosten, Saint-Sauveur im Süden, Lembras im Westen und Südwesten Queyssac im Westen sowie Campsegret im Nordwesten.
An der westlichen Gemeindegrenze führt die Route nationale 21 entlang.

## Bevölkerungsentwicklung
| 1962                      | 1968 | 1975 | 1982 | 1990 | 1999 | 2006 | 2012 |
| ------------------------- | ---- | ---- | ---- | ---- | ---- | ---- | ---- |
| 415                       | 351  | 377  | 407  | 539  | 531  | 563  | 681  |
| Quelle: Cassini und INSEE |      |      |      |      |      |      |      |

## Sehenswürdigkeiten

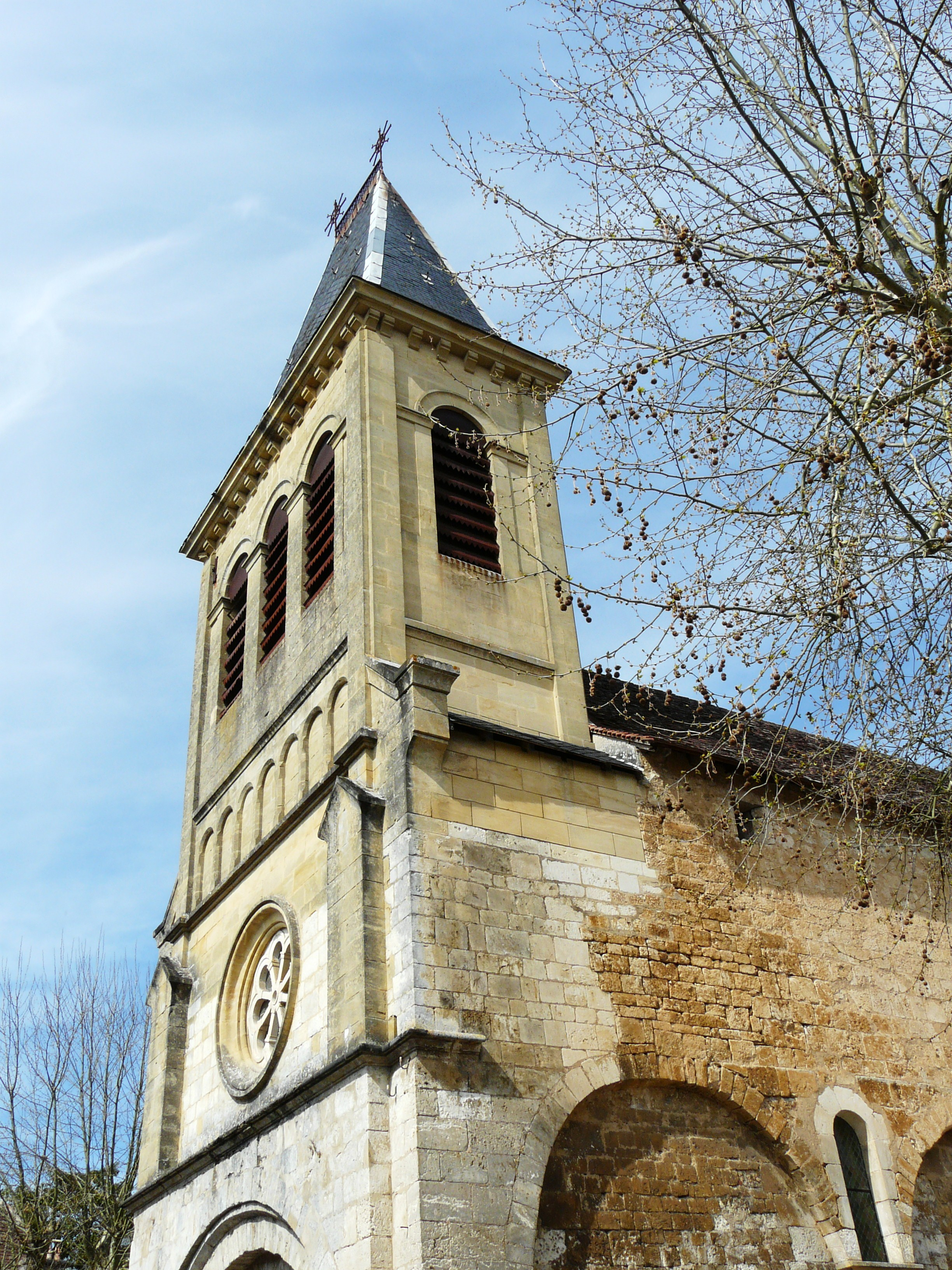
Glockenturm der Kirche Notre-Dame de l’Assomption

- romanische Kirche Notre-Dame de l’Assomption
- zahlreiche Reste aus gallorömischer und frühchristlicher Zeit (heute in Schloss Monbazillac zu besichtigen)
- Schloss Bellegarde, aus dem 14. Jahrhundert, im 19. und 20. Jahrhundert restauriert, Monument historique seit 2006
- Schloss Montastruc mit Taubenturm, ursprünglich aus dem 14. Jahrhundert, 1438 geschleift, wieder errichtet 1471, Monument historique seit 1973/2001
- Schloss Lescot aus dem 17. Jahrhundert
- Herrenhaus von Monsac und Kartause von La Fourtonie, jeweils aus dem 17. Jahrhundert

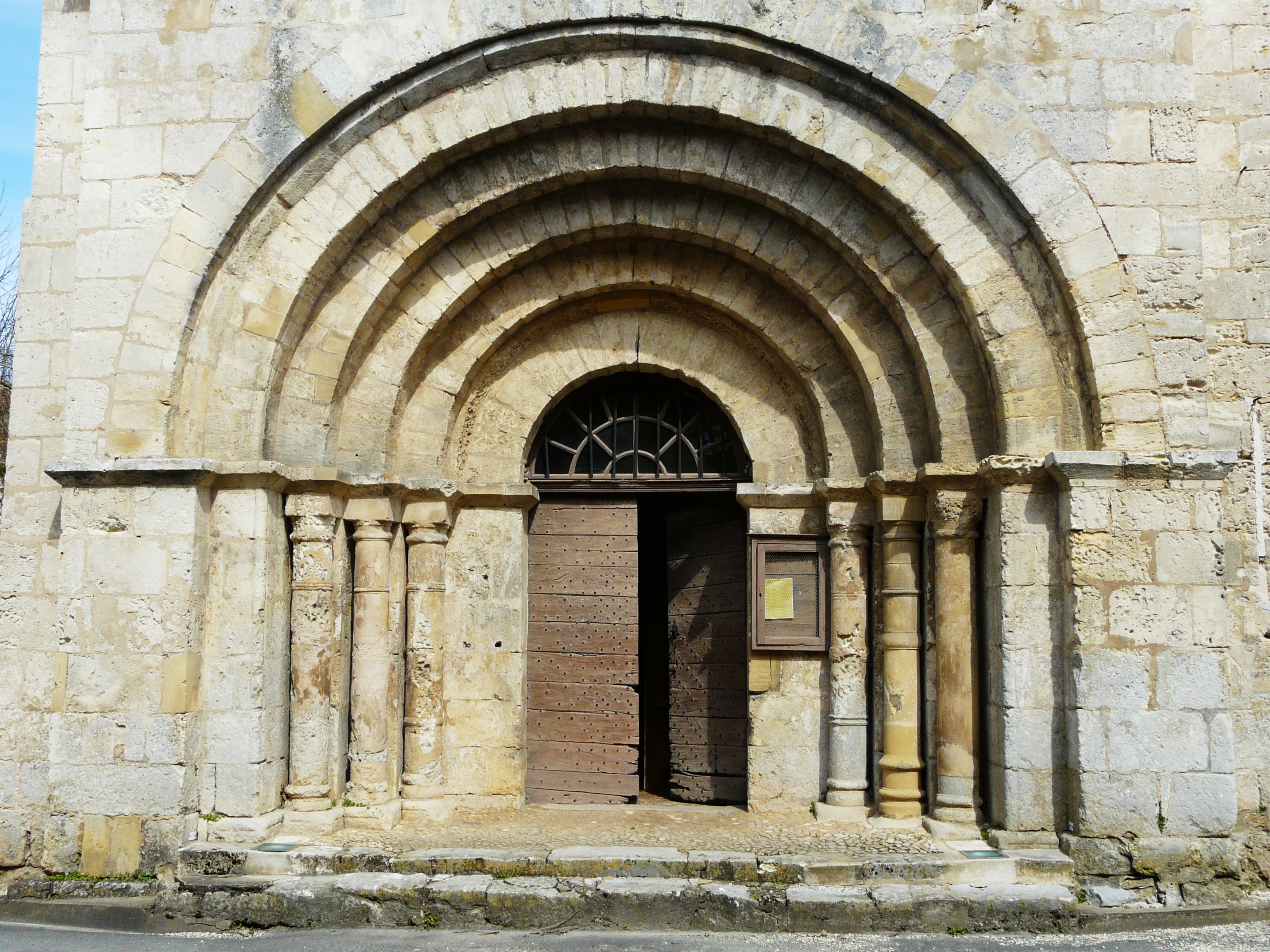
Westtor der Kirche
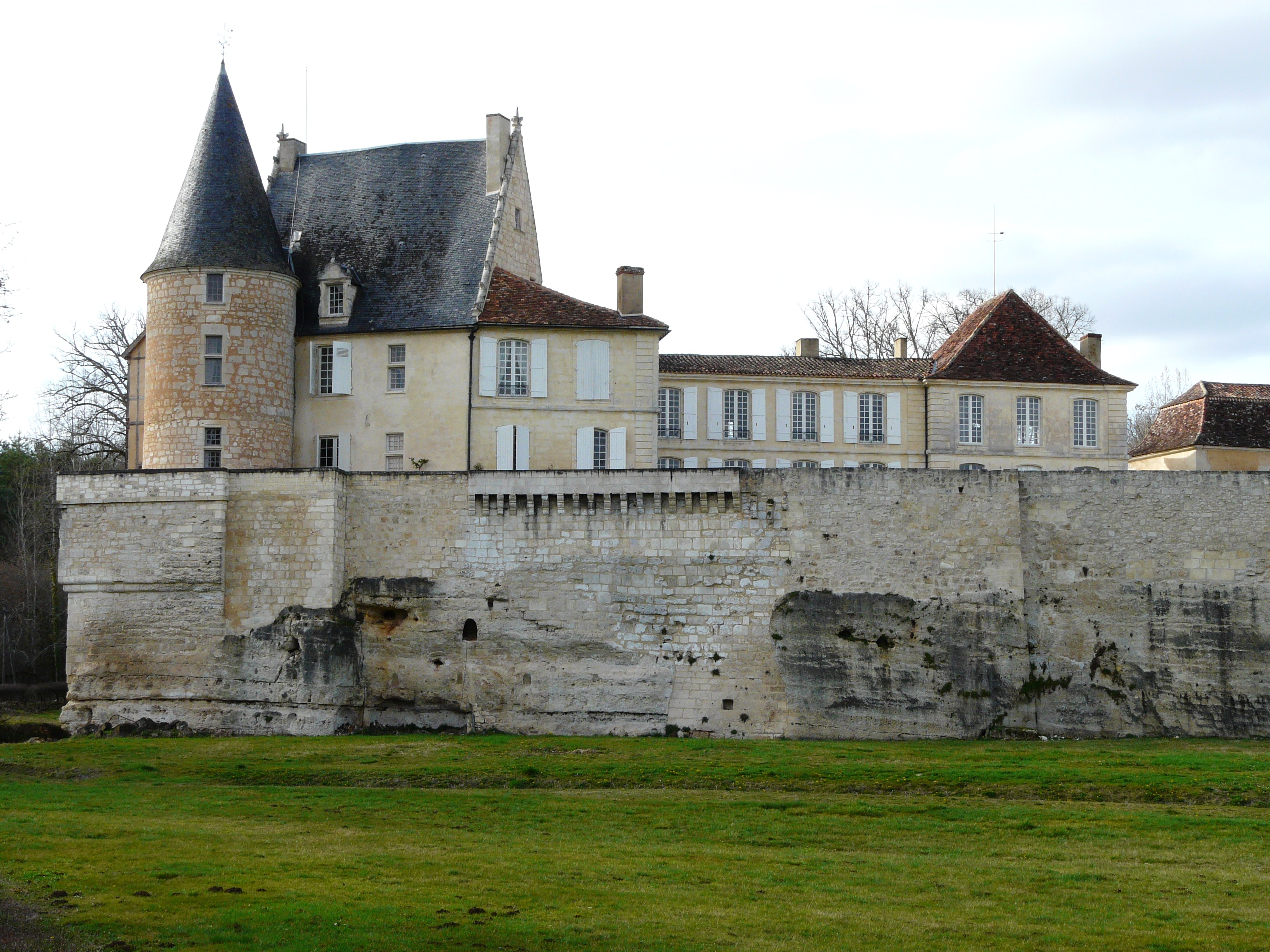
Schloss Montastruc
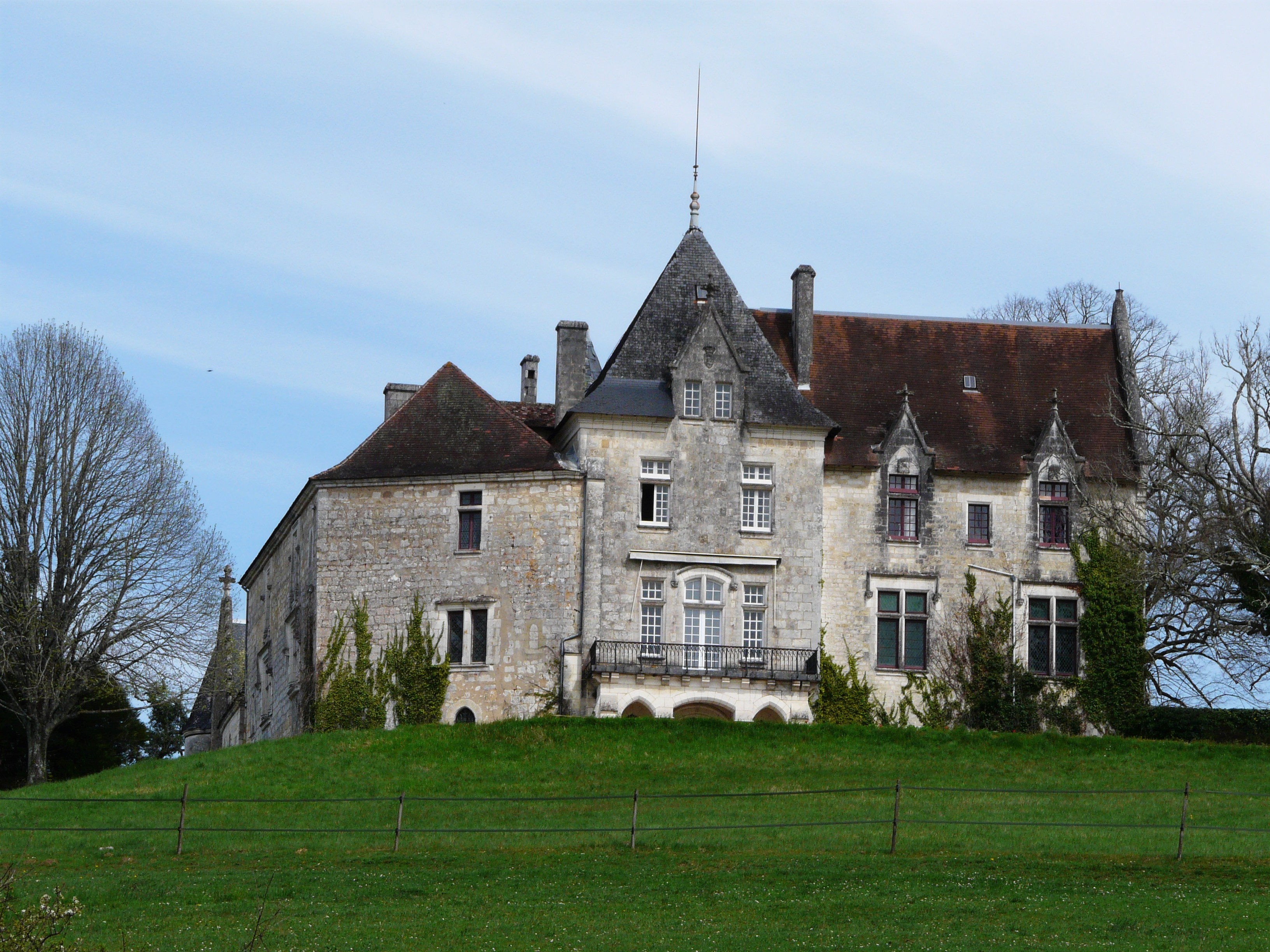
Schloss Bellegarde
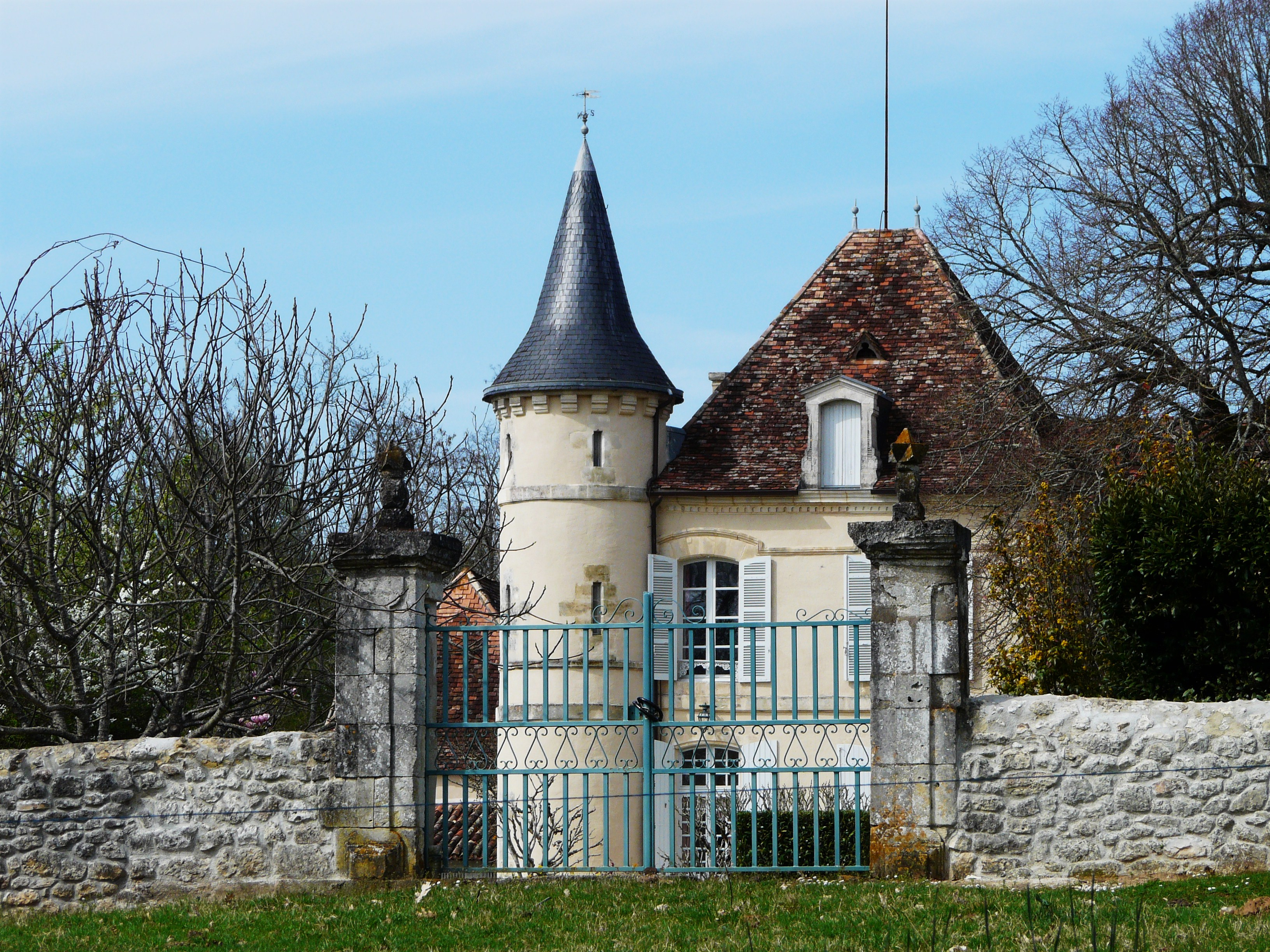
Schloss Lescot